# Ilan Laufer
Ilan Laufer, né le 16 août 1983 à Bucarest, est un homme politique roumain, membre du Parti social-démocrate (PSD). Il est ministre pendant 7 mois pour le Milieu des affaires, le Commerce et l'Entrepreneuriat à partir de fin juin 2017,.